# Befana

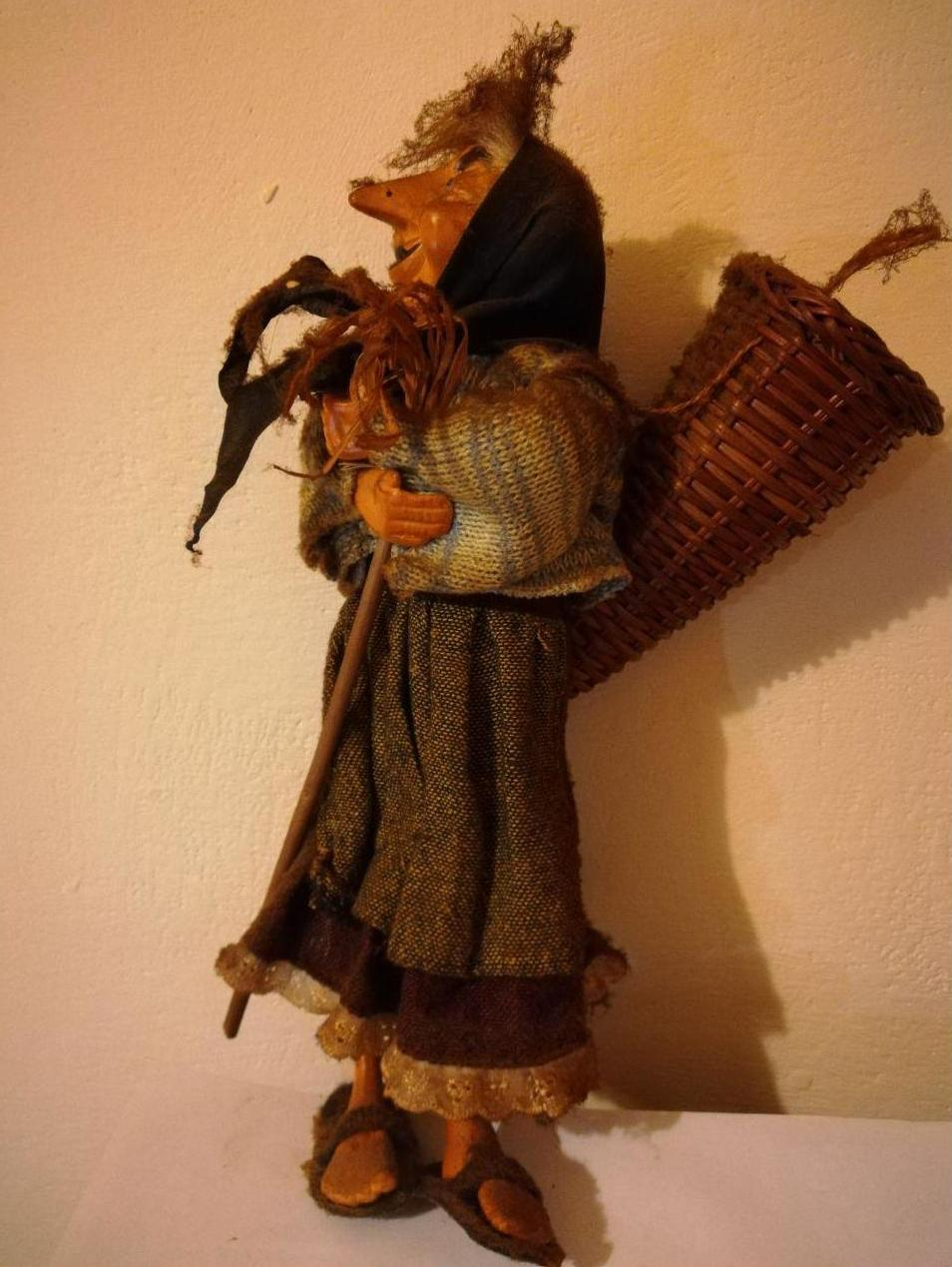
Darstellung einer Befana

Die Befana (italienisch; Verballhornung von Epifania, dem Kirchenfest der Epiphanie, „Erscheinung des Herrn“) ist im italienischen Volksglauben eine alte Frau, die die Kinder in der Nacht auf den 6. Januar beschenkt. Die Weihnachtshexe Befana wird meist lächelnd und rittlings auf einem Besen dargestellt, trägt einen schwarzen Schal und ist rußbedeckt, weil sie durch den Schornstein ins Haus gelangt. Sie trägt eine Tasche, einen Sack oder einen Korb.
Den braven Kindern bringt sie Süßigkeiten oder Geschenke, die sie in eine Socke legt, ähnlich wie in manchen Gegenden der Nikolaus am 6. Dezember in deutschsprachigen Ländern und Gebieten. Kindern, die sich schlecht benommen haben, hinterlässt sie Kohle, die heutzutage aus Zuckermasse hergestellt wird.
Der Sage nach soll die Befana von den Hirten die Frohe Botschaft gehört haben. Der Stern von Betlehem sollte sie zur Krippe führen. Da sie jedoch zu spät aufbrach, verpasste sie den Stern.
Sie stellt eine Parallelgestalt zur alpenländischen Perchta und der mitteleuropäischen Frau Holle dar.

## Befana fascista
Während des Italienischen Faschismus wurde anlässlich des Dreikönigsfests ab 1928 die Befana fascista gefeiert. Dabei handelte es sich um eine von der Nationalfaschistischen Partei organisierte Wohltätigkeitsveranstaltung, bei der Geschenke an arme Kinder verteilt wurden. Dieser Brauch setzte sich auch während des Zweiten Weltkrieges und in der Italienischen Sozialrepublik (Repubblica di Salò) fort. 1928 hat der italienische Komponist Ottorino Respighi im vierten Satz (La Befana) seiner sinfonischen Dichtung Feste Romane (dt. ‚Römische Feste‘) die Dreikönigsnacht auf der Piazza Navona in Rom musikalisch verarbeitet.